# Aquilone (destroyer, 1902)
Pour les articles homonymes, voir Aquilone (destroyer).
Le Aquilone était un navire de la classe Nembo de six destroyers construits pour la Regia Marina (Marine royale italienne) au cours de la première décennie du XXe siècle.

## Histoire
En 1910, le navire, comme tous ses navires-jumeaux (sister ship), subit des modifications radicales: les chaudières, initialement alimentées au charbon, sont alimentées au fioul, tandis que l'armement voit le remplacement des canons de 57 mm par quatre pièces de 76/40, et des quatre tubes lance-torpilles de 456 mm par quatre tubes de 450 mm. La silhouette du navire est également profondément modifiée: aux deux cheminées courtes et trapues existantes, on substitue trois cheminées plus petites et plus élancées.
Encadré dans le IVe escadron de destroyers (Turbine, Nembo, Borea), le navire a participé à la guerre italo-turque. Le 4 mai 1912, le Aquilone et la vedette Nembo occupent l'île de Lipsí, dans le futur Dodécanèse.
En 1914-1918, après de nouvelles modifications, l'équipement nécessaire à la pose de mines est installé sur le navire.

### Première Guerre mondiale
Lors de l'entrée du royaume d'Italie dans la Première Guerre mondiale, le Aquilone faisait partie de la Ve escadre de destroyers, basée à Tarente, qu'il formait avec ses navires-jumeaux Turbine, Nembo, Borea et Espero. Le navire était commandé par le Capitaine de corvette Elmi-Feoli.
Dans l'après-midi du 23 mai 1915, le Aquilone et le Turbine quittent la base avec l'ordre de patrouiller la côte jusqu'à Manfredonia, puis partent en patrouille,,. Aux premières heures du 24 mai, dès que l'Italie a déclaré la guerre à l'Empire austro-hongrois, de nombreuses unités de la K.u.k. Kriegsmarine sont envoyées, comme prévu, pour bombarder des cibles militaires et des villes côtières dans la mer Adriatique,,. À 4h10 du matin le 24 mai, le Aquilone aperçoit le croiseur éclaireur austro-hongrois Helgoland qui a l'intention de bombarder Barletta, et donne l'ordre de l'attaquer: le navire adverse interrompt le bombardement de la ville, mais se lance à la poursuite du Aquilone, plus petit et moins bien armé,,. A ce stade, vers 4h30, arrive sur place le Turbine qui, ayant identifié le croiseur éclaireur ennemi à 9 000 mètres et compris la situation, se dirige à grande vitesse pour l'attaquer, afin de le détourner de la poursuite du Aquilone et du bombardement de Barletta,,. Se voyant attaqué, le Helgoland cesse le feu contre le Aquilone, qui a pu s'éloigner, et se dirige plutôt vers le Turbine (cette unité sera plus tard coulée dans un combat inégal à la suite de l'arrivée de trois destroyers austro-hongrois, le Csepel, le Tatra et le Lika),,.
Le 31 mai 1916, le Aquilone appareille de Brindisi avec le torpilleur Centauro, le croiseur auxiliaire Città di Siracusa et le destroyer Ardito, forçant les destroyers austro-hongrois Orjen et Balaton, qui avaient attaqué le barrage du canal d'Otrante et coulé le "drifter" Beneficent, à battre en retraite.
Le 23 août de la même année, le Aquilone (sous les ordres du commandant Farina) appareille de Vlora et participe au débarquement et à l'occupation de Port Palermo en Albanie, en transportant et en débarquant un peloton de marins du croiseur blindé Francesco Ferruccio (l'ancien croiseur torpilleur Minerva, le dragueur de mines Taide et deux canonnières participent également à l'opération) : l'opération se déroule sans problème, la petite garnison de gendarmes grecs se retirant sans résistance.

### Torpilleur
Après la Première Guerre mondiale, le navire a subi de nouvelles modifications de la superstructure, qui ont impliqué la suppression d'une des trois cheminées et la rétraction de la superstructure du pont.
Rétrogradé en torpilleur en 1921, le Aquilone est désarmé en 1923 et envoyé à la casse.